# Mohsin Fikri
Mouhcine Fikri era un venedor de peix marroquí d'Al Hoceima. El 28 d'octubre de 2016 un policia va confiscar a Fikri 500 kg de peix espasa que havia comprat al port d'Al Hoceima. Quan Fikri va pujar a la part posterior d'un camió d'escombraries per protestar contra la desamortització, es va activar el mecanisme de la trituradora de deixalles, i el va triturar viu. El vídeo de la seva mort es va reproduir àmpliament a les xarxes socials, al Marroc. La indignació va provocar protestes i disturbis a Al Hoceima, que es van estendre a tot el Marroc. La mort de Fikri va paral·lelitzar amb el suïcidi de Mohamed Bouazizim el venedor de fruites tunisià, la mort del qual va provocar les protestes a Tunísia el 2010.